# Православная церковь (Гёйтепе)
Русская православная церковь Гёйтепе, Церковь иконы Всех Скорбящих Радости — русская православная церковь в городе Гёйтепе Джалильабадского района.

## Основная информация
После подписания Туркменчайского договора на территории Северного Азербайджана стали появляться первые русские поселения. В частности, и на территории нынешнего Джалилабадского района было основано село под названием Пришиб (ныне город Гёйтепе). Здесь было построено небольшое здание для верующих христиан, которые переехали в Северный Азербайджан. Однако затем была построена сама церковь.  Русская Православная Церковь в Гёйтепе была построена в 1878 году.
Строительство данного архитектурного памятника, состоящего из шести куполов, в основном осуществлялось местными архитекторами. По этой причине окна церкви и стены церкви выполнены в национальном архитектурном стиле Азербайджана.
В советский период церковь перестала функционировать и власти закрыли её.
Церковь находится в ведении Министерства культуры Азербайджанской Республики. Ныне на первом этаже церкви,  находится городская библиотека Гёйтепе.